# 梁嘉顯
梁嘉顯（LEUNG Ka Hin Marco，2000年2月1日—），生於香港，香港籃球運動員，司職得分後衛，現時效力香港甲一籃球聯賽球隊晉龍。

## 球員生涯
梁嘉顯中學時就讀拔萃男書院，為學校在2017/18學年勇奪三冠王的功臣之一，後來升讀香港中文大學，帶領學校勇奪大專盃殿軍。聯賽方面，梁嘉顯曾效力甲一組隊伍標準福建。
2019年9月，19歲的梁嘉顯投身職業隊東方。
2023年9月，入選杭州第19屆亞運會中國香港體育代表團籃球項目運動員名單。

## 外部連結
- 梁嘉顯在fiba.basketball（英语）
- 梁嘉顯在Eurobasket.com（球員）（英语）
- 梁嘉顯在RealGM（球員）（英语）
- 梁嘉顯在Flashscore（英语）